# Google+
 (транскр.  Гугл+) или Google Plus јесте друштвена мрежа у власништву компаније Google. Престао је са радом 2. априла 2019.

## У поп култури
- Многе познате личности и организације користиле су Google+ Hangouts укључујући америчког председника Барака Обаму,[2] НАСА-у,[3] и Стивена Спилберга.[4]